# دانيال بيرالتا
دانيال بيرالتا هو سياسي أرجنتيني، ولد في 1 يوليو 1955 في كنيادا دي غوميز ‏ في الأرجنتين. نشط حزبياً في الحزب العدلي.